# Vuelo 409 de Ethiopian Airlines
El vuelo 409 de Ethiopian Airlines fue un vuelo comercial que había despegado de Beirut, Líbano, y tenía como destino Adís Abeba, Etiopía. El día 25 de enero de 2010 se produjo el accidente de la aeronave (un Boeing 737-800 de Ethiopian Airlines) poco después del despegue, cayendo en el mar Mediterráneo. La aeronave trasportaba a 90 pasajeros (entre ellas, la esposa del embajador francés en Líbano) y 8 tripulantes. El avión despegó a las 02:35 hora local (UTC+2) y desapareció de los radares 5 minutos más tarde. Debería haber llegado a destino a las 07:50 hora local (UTC+3).
El avión fue localizado el día del accidente aproximadamente a 3,5 km de la costa del pueblo de Na'ameh, 15 km al sur de Beirut.

## Aeronave
El avión involucrado era un Boeing 737-8AS, matrícula ET-ANB, s/n 29935. Voló por primera vez el 18 de enero de 2002 y fue entregado nuevo a Ryanair el 4 de febrero de 2002 como EI-CSW. Almacenado en abril de 2009, Ethiopian Airlines recibió la aeronave el 12 de septiembre de 2009, alquilada a CIT Group. Provista de dos motores CFM International CFM56-7B26, la estructura del avión se sometió por última vez a controles de mantenimiento el 25 de diciembre de 2009 sin que se encontraran problemas técnicos. Tenía 8 años y 7 días en el momento en que tuvo lugar el accidente.

## Desaparición y accidente
Según una investigación del Ministerio Libanés de Trabajo Público y Transporte publicada el día 17 de enero de 2012, después del despegue, el ATC del aeropuerto intentó alejar el vuelo de una tormenta que había estado pasando por la ciudad; sin embargo, los pilotos del vuelo no siguieron las instrucciones del ATC y entraron en la tormenta, encontrando fuertes turbulencias, lo que ocasionó una pérdida del control de la aeronave y su posterior choque en el mar Mediterráneo. Según la investigación, otros factores que contribuyeron al incidente fueron la inexperiencia de la tripulación que al mismo tiempo, combinado con la falta de familiaridad del aeropuerto, conllevó a un mayor estrés. 
Las conclusiones del reporte libanés fueron muy fuertemente criticadas y refutadas por Ethiopian Airlines, la cual señaló que el reporte "es parcializado, carece de evidencia, es incompleto y no presenta en su totalidad lo sucedido en el accidente", resaltando a su vez en un comunicado emitido el mismo día en que el reporte libanés fue publicado, que la falta de datos en las cajas negras a partir de los 1300 pies, la desaparición del avión de los radares a esa misma altura, y los reportes de una bola de fuego "claramente indican que la aeronave se desintegró explosivamente en el aire, lo cual pudo haber sido producto de un ataque, de sabotaje, o de un evento meteorológico".
El accidente fue publicado en la temporada 12.ª de la serie de National Geographic Mayday: catástrofes aéreas, usando únicamente los datos provistos por la investigación libanesa e ignorando las críticas etíopes a la misma.

## Pasajeros
| País        | Pasajeros | Tripulación | Total |
| ----------- | --------- | ----------- | ----- |
| Líbano      | 51        | -           | 51    |
| Etiopía     | 23        | 8           | 31    |
| Reino Unido | 2         | -           | 2     |
| Canadá      | 1         | -           | 1     |
| Francia     | 1         | -           | 1     |
| Irak        | 1         | -           | 1     |
| Rusia       | 1         | -           | 1     |
| Siria       | 1         | -           | 1     |
| Turquía     | 1         | -           | 1     |
| Total       | 82        | 8           | 90    |